# Saint-Germain (Vienne)
Saint-Germain ist eine französische Gemeinde mit 883 Einwohnern (Stand: 1. Januar 2022) im Département Vienne in der Region Nouvelle-Aquitaine; sie gehört zum Arrondissement Montmorillon und zum Kanton Montmorillon. Die Einwohner werden Saint-Germainois genannt.

## Geografie
Saint-Germain liegt etwa 40 Kilometer östlich von Poitiers an der Gartempe. Umgeben wird Saint-Germain von den Nachbargemeinden Nalliers im Norden, Mérigny im Nordosten, Ingrandes im Osten, Béthines im Osten und Südosten, Villemort im Süden und Südosten, Antigny im Süden und Südwesten sowie Saint-Savin im Westen.

## Bevölkerungsentwicklung
| Jahr                       | 1962 | 1968 | 1975 | 1982 | 1990 | 1999 | 2006 | 2018 |
| Einwohner                  | 826  | 839  | 948  | 1034 | 1037 | 1026 | 936  | 922  |
| Quellen: Cassini und INSEE |      |      |      |      |      |      |      |      |

## Sehenswürdigkeiten
- Kirche Saint-Germain (siehe auch: Liste der Monuments historiques in Saint-Germain (Vienne))

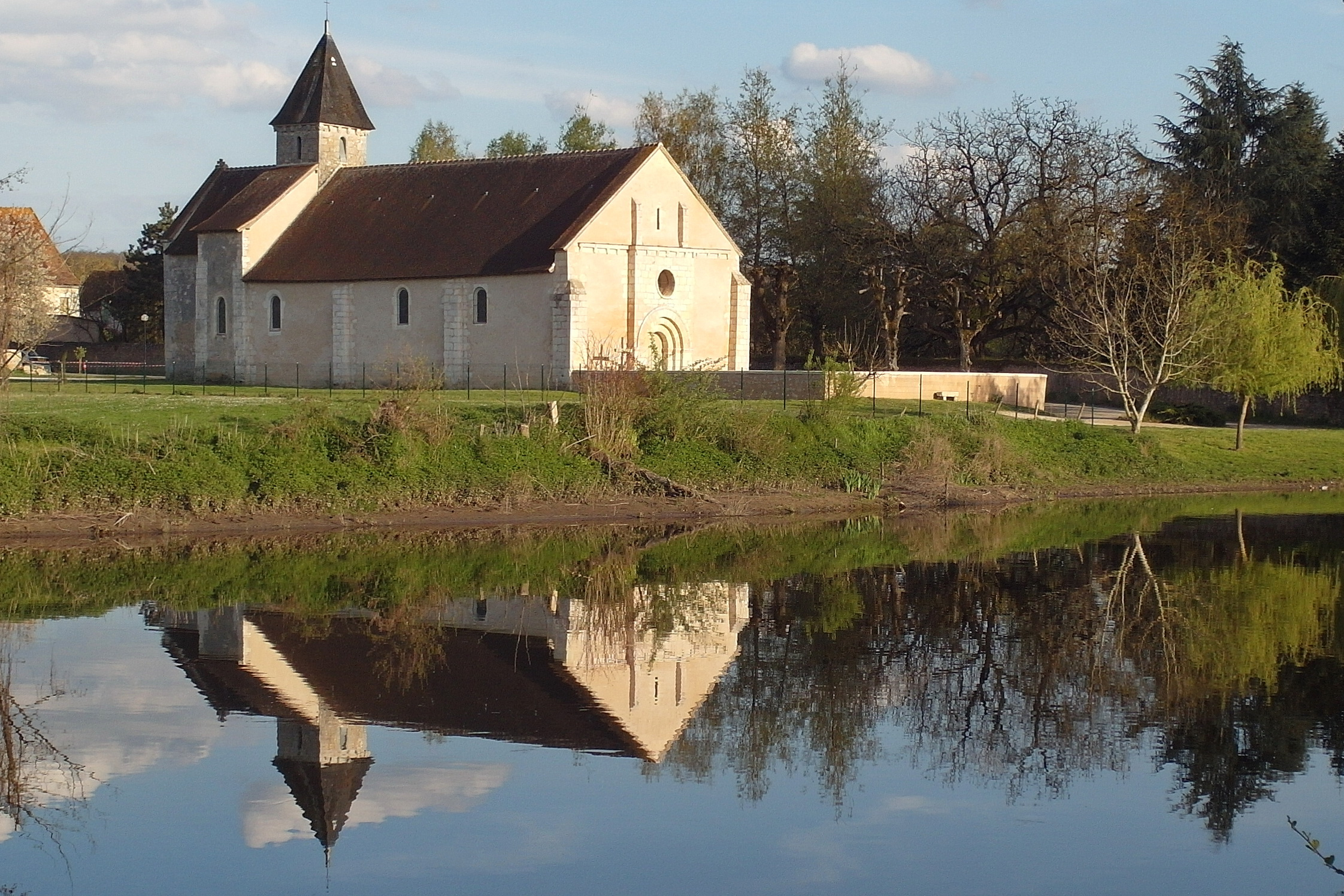
Kirche Saint-Germain